# Ingeniero Beaugey (Argentina)
Ingeniero Beaugey é uma localidade do partido de Carlos Tejedor, da Província de Buenos Aires, na Argentina.